# Escabeau

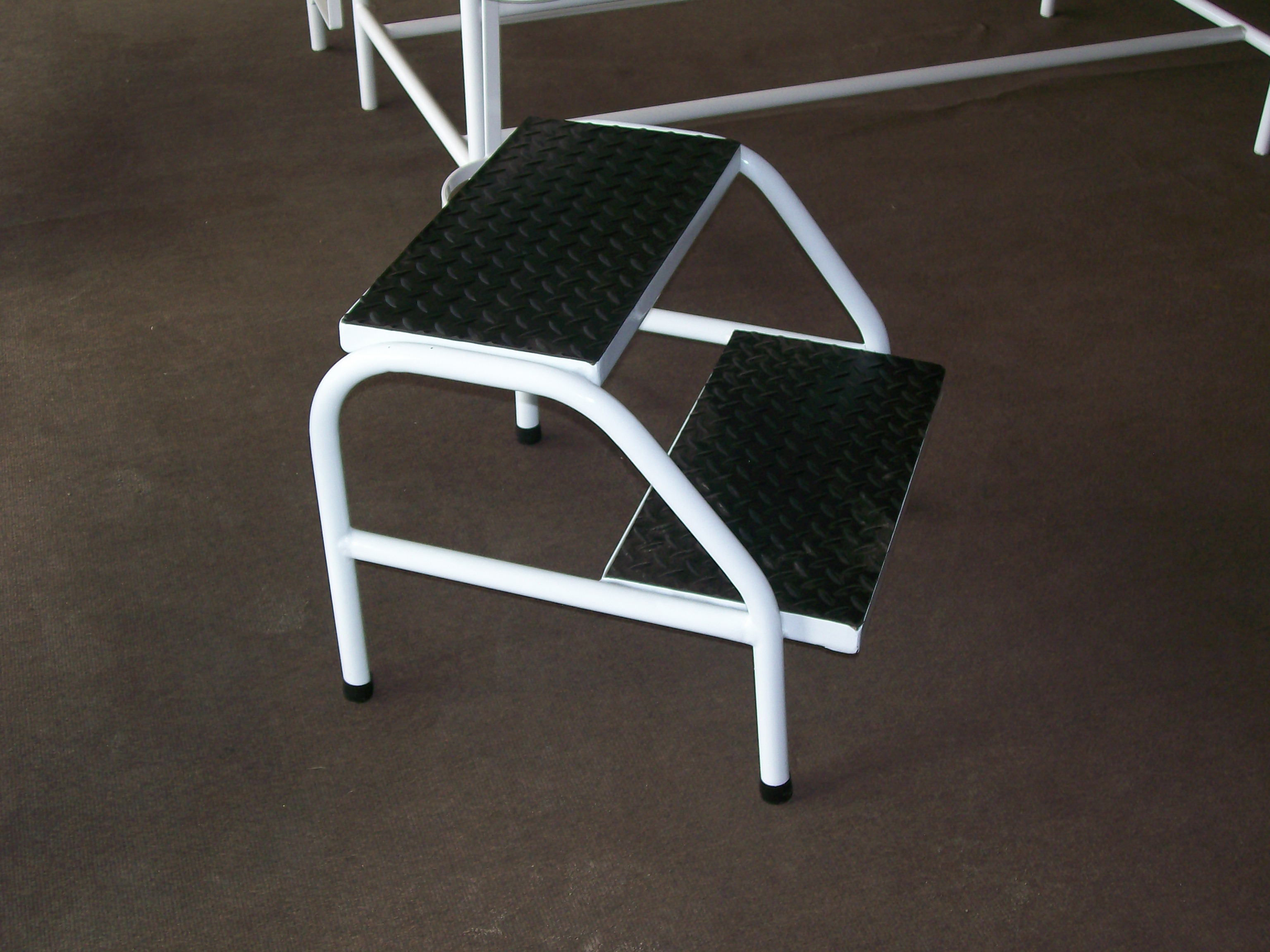
Petit escabeau aussi nommé marchepied (ne doit pas être confondu avec le marchepied du vocabulaire maritime).

L’escabeau du latin scabellum était, à l’origine, un siège de bois sans bras et généralement sans dossier, en forme de petit banc ou tabouret. On parle aussi de marchepied quand il n'y a qu'une, deux ou trois marches.
De même, l’escabelle est un petit siège formé de trois pieds plantés sous une assise de bois.

## Évolution

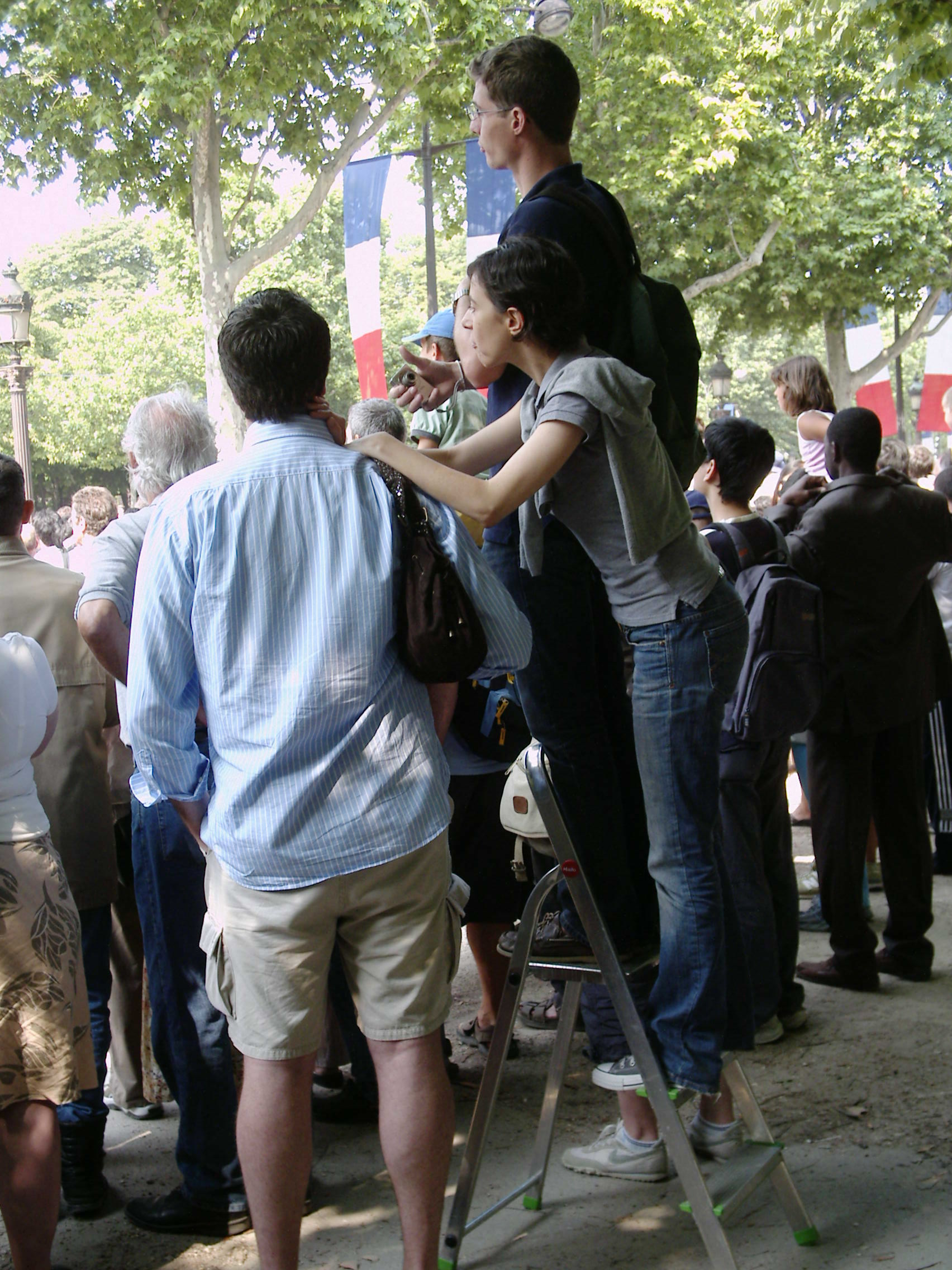
L'utilisation de l'escabeau s'est démocratisée et il est même utilisé lors de grandes manifestations pour regarder au-dessus de la foule.

Du petit banc de bois, l’escabeau s’éleva d’une marche pour permettre d’avoir plus de hauteur pour saisir un objet. Employé couramment en cuisine, il peut servir de tabouret pour s’asseoir.
Le besoin fit développer toute une série d’escabeaux de bois puis de métal léger, à plusieurs marches et également munis de rambardes de sécurité pour les plus hauts. Ils sont généralement pliables pour réduire l’encombrement et faciliter le transport.
Pour répondre aux besoins des professionnels du bâtiment, des escabeaux à usages très spécifiques ont vu le jour comme les escabeaux d'escalier, les escabeaux roulants simples (escabeaux « girafe ») ou double (escabeaux « gazelle »).
En France, le droit du travail interdit l'utilisation d'échelle, d'escabeaux et de marchepieds, sauf si l'on ne dispose pas d'alternative. Les normes NF P 93-352 (PIR) ou NF P 93-353 (PIRL), ont défini les Plates-formes Individuelles Roulantes (PIR - deux roues, non orientables / PIRL - au moins une roue), sortes d'escabeaux (pliables ou non) surmontés d'une plateforme avec rambarde et d'éventuelles barres latérales de contreventement (pour assurer encore plus de stabilité). Ces PIR et PIRL, pesant en général 20 à 50 kg (même en aluminium), encombrantes (même repliées), n'exemptent pas le port d'un harnais de sécurité (EPI) muni d'une longe, et d'un casque. Changer une seule ampoule peut ainsi prendre plus de 30 minutes d'équipement et de mise en place (sans même prendre en compte les risques d'électrocution).

## Règlementation

### Objet et champ d’application
- EN-131   S’applique à toutes les échelles portables, y compris les escabeaux classiques (step‑ladders) à deux montants et marches. Elle définit les exigences de conception, de dimensionnement, de résistance, de stabilité et de marquage pour un usage tant professionnel que non‑professionnel[4].
- EN-14183   Couvre spécifiquement les escabeaux légers à usage domestique ou professionnel léger. Leurs essais sont adaptés à un usage occasionnel, avec des critères de résistance et de fatigue moins exigeants que ceux de l’EN-131[5].

### Terminologie et typologie
| Élément     | EN 131                                                                              | EN 14183                                             |
| ----------- | ----------------------------------------------------------------------------------- | ---------------------------------------------------- |
| Montants    | Deux montants pour escabeaux « step‑ladder » ; multi‑positions possibles (EN 131‑4) | Deux montants, généralement plus fins et plus légers |
| Marches     | Profondeur ≥ 80 mm, antidérapantes                                                  | Hauteur et profondeur adaptées à un usage domestique |
| Plate‑forme | Obligatoire pour version roulante (EN 131‑7)                                        | Plate‑forme légère intégrée, sans roulettes          |
| Usage       | Professionnel et domestique                                                         | Principalement domestique                            |

### Essais et exigences de sécurité
- Charge utile
  - EN 131 : 150 kg (utilisateur + outils)
  - EN 14183 : généralement 100 kg à 120 kg, selon le fabricant.
- Stabilité et anti‑écartement
  - EN 131 : dispositifs rigoureux (barres de blocage, stabilisateurs) et tests dynamiques
  - EN 14183 : charnières avec blocage automatique et tests statiques allégés
- Résistance au glissement   Les deux normes imposent des embouts et marches antidérapants, mais l’EN 131 inclut des tests plus longs de durabilité et de cycles de fatigue.

### Marquage et documentation
- EN 131
  - Marquage CE avec référence aux parties appliquées (EN 131‑1, ‑2, ‑3, ‑4, ‑7…)
  - Notice d’utilisation détaillée (montage, entretien, inspection périodique)
- EN 14183
  - Marquage CE spécifique à l’EN 14183
  - Notice simplifiée adaptée à l’utilisateur grand public